# A vigyorgó hal
A vigyorgó hal, második szinkronban A nevető hal (eredeti cím: The Laughing Fish) a Batman: A rajzfilmsorozat első évadjának negyvenhatodik része. Amerikában 1993. január 10-én mutatták be.

## Cselekmény
A történetben Joker megmérgezi Gotham City vizeit, hogy a halak kinézete hasonlítson sajátjáéra. Ezek után szabadalmat próbál felvenni rájuk, majd mikor megtudja, hogy természeti erőforrásra nem tud szabadalmat felvenni, ismét véletlenszerűen próbál megölni embereket. (Elsődleges célpontja a szabadalmi hivatalban dolgozó Carl Francis, akit a Joker gázzal mérgez meg, azonban Batman egy ellenszer segítségével kigyógyítja a férfit.) Ez pontban éjfélkor történik; ekkor Joker bejelentkezik a tévéadásban, hogy amennyiben továbbra sem kapja meg a jogokat hajnali 3 óráig, a következő áldozat a hivatal egy másik munkatársa, Thomas Jackson lesz.
Ez csaliként is szolgál Batmannak, aki a férfi házára siet, ott megtámadja Jackson szintén mérgezett macskája (korábban Joker-halat evett). Végül mindkét férfi megmenekül, azonban ez idő alatt Bullock elindul, hogy egymaga kapja el Jokert. Végül őt ejtik fogságba, azonban Batman még időben érkezik. Batman és Joker újabb viadalba kezd, aminek a végén a bohóc egy szikla tetejéről egy cápákkal (az egyiket ő tartotta fogva, hogy majd vele eteti meg Bullockot és Batmant) teli tengerbe ugrik. Az epizód végén Harley Quinn siratja halottnak hitt főnökét, akinek a (holt)testét azonban nem találják…

## Szereplők
| Szereplő             | Eredeti hang        | Magyar hang        | Magyar hang        |
| Szereplő             | Eredeti hang        | 1. magyar változat | 2. magyar változat |
| -------------------- | ------------------- | ------------------ | ------------------ |
| Bruce Wayne / Batman | Kevin Conroy        | Rosta Sándor       | Sótonyi Gábor      |
| Joker                | Mark Hamill         | Kassai Károly      | Háda János         |
| James Gordon         | Bob Hastings        | Szokolay Ottó      | Forgács Gábor      |
| Harley Quinn         | Arleen Sorkin       | Farkasinszky Edit  | Mahó Andrea        |
| Harvey Bullock       | Robert Costanzo     | Melis Gábor        | Várkonyi András    |
| Alfred Pennyworth    | Efrem Zimbalist Jr. | Makay Sándor       | Makay Sándor       |
| Carl Francis         | George Dzundza      | Uri István         | ?                  |

## Érdekességek
- Ez az epizód a The Laughing Fish, a DC Comics # 475 számának az adaptációja, amely 1978 februárjában jelent meg először.
- Jokerről ennek a résznek a végén hiheti azt először a néző, hogy esetlegesen meghalt. Később visszatér, majd még számtalan epizódban tűnik úgy, hogy életét vesztette.
- Harley Quinn a zárójelenetben siratja főnökét, itt kapunk először utalást arra, hogy vonzódik Jokerhez.
- Joker az epizód egy részén azt mondja egyik tervére, hogy "Happy Meal", utalva ezzel a McDonald’s üzletlánc népszerű termékére.